# Yohei Takeda
Yohei Takeda (Osaka, 30 juni 1987) is een Japans voetballer.

## Carrière
Yohei Takeda speelde tussen 2006 en 2011 voor Shimizu S-Pulse en Albirex Niigata. Hij tekende in 2012 bij Gamba Osaka.